# V625 Возничего
V625 Возничего (лат. V625 Aurigae) — двойная затменная переменная звезда типа W Большой Медведицы (EW) в созвездии Возничего на расстоянии (вычисленном из значения параллакса) приблизительно 58979 световых лет (около 18083 парсеков) от Солнца. Видимая звёздная величина звезды — от +17,43m до +16,85m. Орбитальный период — около 0,3309 суток (7,9416 часов).